# Campionati mondiali di spinta di bob 2022
I Campionati mondiali di spinta di bob 2022, prima edizione della competizione, si sono disputati a Lake Placid, negli Stati Uniti, il 10 e l'11 dicembre 2022.

## Medagliere
| Pos.   | Nazione     | Oro | Argento | Bronzo | Totale |
| ------ | ----------- | --- | ------- | ------ | ------ |
| 1      | Stati Uniti | 2   | 0       | 2      | 4      |
| 2      | Germania    | 2   | 0       | 0      | 2      |
| 3      | Canada      | 0   | 2       | 0      | 2      |
| 3      | Svizzera    | 0   | 2       | 0      | 2      |
| 5      | Austria     | 0   | 0       | 1      | 1      |
| 5      | Brasile     | 0   | 0       | 1      | 1      |
| Totale | Totale      | 4   | 4       | 4      | 12     |

## Risultati

### Maschile
| Eventi  | Oro                                                                            | Tempo | Argento                                                          | Tempo | Bronzo                                                            | Tempo |
| Bob a 2 | Stati Uniti Kristopher Horn Adrian Adams                                       | 14.94 | Svizzera Simon Friedli Sandro Michel                             | 14.95 | Brasile Erick Gilson Vianna Jeronimo Ricardo Martins Edson        | 15.07 |
| Bob a 4 | Stati Uniti Kristopher Horn Adrian Adams Martin Christofferson Manteo Mitchell | 14.55 | Svizzera Simon Friedli Sandro Michel Gregory Jones Roman Waegeli | 14.60 | Austria Markus Treichl Sascha Stepan Markus Sammer Kristian Huber | 14.63 |

### Femminile
| Eventi  | Oro                                  | Tempo | Argento                          | Tempo | Bronzo                                | Tempo |
| Bob a 2 | Germania Lisa Buckwitz Neele Schuten | 16.14 | Canada Cynthia Appiah Erica Voss | 16.40 | Stati Uniti Riley Compton Emily Renna | 17.02 |
| Monobob | Lisa Buckwitz Germania               | 17.24 | Cynthia Appiah Canada            | 17.34 | Kaysha Love Stati Uniti               | 17.39 |